# 蒙古人民共和国英雄
蒙古人民共和国英雄是蒙古人民共和国授予的最高个人荣誉称号。

## 历史
1921年蒙古革命胜利后，1922年9月23日革命领袖苏赫巴托第一个授予“蒙古人民国家的顽强英雄”称号。哈丹巴特尔·马克思尔扎布获得了“阿尔丁·哈丹巴特尔”（Ардын Хатанбаатар，即“人民坚毅的英雄”）的称号。1936年在蒙古与满洲国边界的军事冲突中，有2人也获得这一称号。
1941年7月5日，国家小呼拉尔主席团颁布第43号法令，设立“蒙古人民共和国英雄”称号，并统一承认1922年至1941年颁发的个人最高荣誉。1941年7月10日，乔巴山元帅获得“蒙古人民共和国被验证的英雄”称号。

## 获得者名单
1. 1922年9月23日 — 苏赫巴托，蒙古人民革命军总司令，政府军事部长。
2. 1924年4月24日 — 哈丹巴特尔·马克思尔扎布，政府军事部长，部长会议主席。国家大呼拉尔主席团主席。[2]
3. 1936年1月29日 — 沙格达理·贡格尔（俄语：Шагдарын Гонгор）边防军上校，在对日满边界军事冲突中的战功。
4. 1936年4月7日 — 丹查·丹伯尔（俄语：Дамчаагийн Дэмбэрэл），陆军中校，VV特遣队指挥员，在对日满边界军事冲突中的战功。
5. 1939年9月7日 — 伦敦·丹达尔（俄语：Лодонгийн Дандар），第17团团长，哈勒欣河战役中的战功。
6. 1939年10月21日 — 森德·奥尔兹沃（俄语：Цэндийн Олзвой），机枪射手，哈勒欣河战役中的战功。
7. 1941年7月10日 — 乔巴山元帅
8. 1945年9月20日 — 乔巴山元帅第二次获得该称号
9. 1945年9月26日 — Лувсанцэрэнгийн Аюуш（俄语：Лувсанцэрэнгийн Аюуш），列兵，机枪副射手，对日战争中牺牲追授
10. 1945年9月26日 — 散基音·丹皮尔（俄语：Сангийн Дампил），少校，对日战争中的战功
11. 1945年9月26日 — 达什因·丹赞万齐（俄语：Дашийн Данзанванчиг），少校，对日战争中的战功
12. 1949年1月28日 — 散丹坚森·拉格瓦多日（俄语：Самданжамцын Лхагвадорж），边防军上尉，北塔山事件战功
13. 1949年1月28日 — 巴扬巴林·泰格西（俄语：Баянбалын Тэгшээ），边防军列兵，北塔山事件中牺牲追授
14. 1949年1月28日 — 隆勒夫·达瓦多里（俄语：Лхунрэвийн Даваадорж），边防军列兵，北塔山事件中牺牲追授
15. 1949年12月17日 — 斯大林苏联大元帅
16. 1957年5月29日 — 伏罗希洛夫苏联元帅
17. 1961年10月17日 — 洪洛吉·达瓦（俄语：Дамба, Хорлоогийн），边防军人，与中国边境冲突中牺牲追授
18. 1961年12月12日— 戈尔曼·斯捷潘诺维奇·季托夫，苏联第二个进入太空的宇航员
19. 1962年7月13日 — 贾丹巴·内基特（俄语：Жадамбын Нэхийт），边防军少校，与中国边境冲突的战功
20. 1964年9月29日 — 鲁夫桑多吉·格莱巴托（俄语：Лувсандоржийн Гэлэгбатор），蒙古人民革命军大尉，哈勒欣河战役牺牲追授
21. 1965年5月12日 — 乔戈博·沙达苏仁（俄语：Чоймболын Шагдарсурэн），中校，蒙古第一批空军飞行员，牺牲追授
22. 1965年5月31日 — 安德里扬·格里戈里耶维奇·尼古拉耶夫，苏联第三个进入太空的宇航员
23. 1966年9月16日 — 尤睦佳·泽登巴尔，蒙古元帅，蒙古人民共和国部长会议主席，蒙古人民革命党第一书记
24. 1967年8月18日 — 帕维尔·伊万诺维奇·别利亚耶夫（俄语：Беляев, Павел Иванович），苏联宇航员
25. 1968年6月14日 — 巴亚斯加兰吉宁·巴达姆（俄语：Баясгалангийн Бадам），边防军人，与中国边境冲突中牺牲追授
26. 1969年8月12日 — 朱可夫苏联元帅，指挥哈勒欣河战役有功。
27. 1969年8月18日 — 乔·杜加里夫（俄语：Чойн Дугаржав），蒙古人民革命军第23团上校团长，哈勒欣河战役有功。
28. 1969年8月18日 — 达日金·哈扬哈瓦（俄语：Даржагийн Хаянхярва），装甲车机械员/驾驶员，哈勒欣河战役有功。
29. 1971年3月12日 — 庞萨金·乔登（俄语：Пунцагийн Чогдон），蒙古人民革命军哨所指挥员，哈勒欣河战役有功。
30. 1971年3月12日 — 杜杰里安·尼扬泰苏伦，哈勒欣河战役有功、对日战争时任骑兵第8师师长指挥有功
31. 1971年5月7日 — 科涅夫苏联元帅，1938年8月任驻蒙古的苏联红军第57特别军军长；1940年6月任外贝加尔军区司令，保卫蒙古对抗日本关东军有功。
32. 1971年5月7日 — 伊萨·亚历山德罗维奇·普利耶夫苏联大将，1945年8月指挥苏蒙骑兵机械化集群对日作战有功
33. 1971年5月7日 — 弗拉基米爾·亞歷山德羅維奇·苏杰茨苏联航空兵元帅，1934年至1937年帮助组建蒙古人民革命军空军，任蒙古航空兵旅旅长助理
34. 1971年7月1日 — 维克托·瓦西里耶维奇·戈尔巴特科，苏联航天员
35. 1971年10月13日 — 图夫登·博尔（俄语：Тувдэнгийн Бор），蒙古革命青年联盟团员，牺牲追认。
36. 1971年10月13日 — Бэгзийн Гиваан（俄语：Бэгзийн Гиваан）,边防军中士。1948年6月8日上午在北塔山事件中与2名战友死守高地而牺牲追授
37. 1972年10月10日 — 尼古拉·尼古拉耶维奇·鲁卡维什尼科夫（俄语：Рукавишников, Николай Николаевич），苏联宇航员
38. 1973年7月7日 — 杜兰多杰·萨姆丹（俄语：Дуламдоржийн Самдан），列兵，机枪射手，哈勒欣河战役牺牲追授
39. 1973年9月12日 — 杜加林·古林（俄语：Дугэрийн Гуулин），边防军列兵，哈勒欣河战役牺牲追授
40. 1974年3月6日 — 贡比·森德（俄语：Гомбын Цэнд），公社书记，牺牲追授
41. 1974年9月16日 — 巴特·道尔吉，蒙古人民革命军大将。国防部长。
42. 1975年7月15日 — 伊万·伊万诺维奇·费久宁斯基, 苏联大将。1939年任摩托化第36师摩托化步兵第24团中校团长在哈勒欣河战役中作战有功被授予苏联英雄称号。
43. 1975年9月2日 — 玛格萨琳·詹契夫（俄语：Магсарын Жанчив），列兵，对日战争中牺牲追授。
44. 1976年12月14日 — 勃列日涅夫，苏共总书记
45. 1979年2月19日 — 柯西金，苏联部长会议主席
46. 1979年8月18日 — 诺皮里因·扎姆巴（俄语：Норпилийн Жамба），边防军列兵，在哈勒欣河战役中作战有功
47. 1979年8月18日 — 萨姆丹吉·图姆巴特（俄语：Самдангийн Тумурбатор），边防军哨所指挥员，中校，在哈勒欣河战役中作战有功
48. 1979年8月18日 — 马兹敏·艾基（俄语：Мазимын Экей），中校，在哈勒欣河战役中牺牲追授
49. 1981年3月13日 — 布塔其·朝克（俄语：Буточийн Цог），蒙古人民革命军上将，国防部长。
50. 1981年3月31日 — 朱格德尔德米德·古尔拉格查，蒙古第一个宇航员
51. 1981年3月31日 — 弗拉基米尔·贾尼别科夫，苏联宇航员
52. 1981年6月8日 — 乌斯季诺夫，苏联元帅，苏联国防部长
53. 1981年10月22日 — 弗拉基米尔·瓦西里耶维奇·科瓦廖诺克，苏联宇航员
54. 1981年10月22日 — 维克托·彼得罗维奇·萨维内赫，苏联宇航员
55. 1983年7月9日 — 丹丁斯·南南（俄语：Дамдины Намнан），边防军列兵，与中国的边境冲突中牺牲追授。
56. 1984年8月15日 — 恩基恩·西拉格（俄语：Энхийн Шийлэг），边防军人，在哈勒欣河战役中作战有功
57. 1984年8月15日 — 万金雅温·沙拉夫（俄语：Ванчинжавын Шарав），中校营长，在哈勒欣河战役中牺牲追授
58. 1985年8月31日 — 图万·杜迪（俄语：Туувейн Дуудэй），1945年对日作战有功。
59. 1989年7月19日 — 札米扬·勒哈格瓦苏伦，蒙古人民革命军上将，历次对日战争中有功，追授。